# Ехны
Ехны — деревня в Смоленской области России, в Велижском районе. Население — 87 жителей (2007). Расположена в северо-западной части области в 8,5 км к северо-востоку от Велижа и в 9 км южнее от границы с Псковской областью.
Входит в состав Ситьковского сельского поселения.

## Достопримечательности
- Братская могила 53 воинов Советской Армии, погибших в 1941—1943 гг. в боях с немецко-фашистскими захватчиками.
- Возле деревни в долине реки Западная Двина геологический памятник природы: вскрытый торфяник лихвинского возраста.